# Roeselia infuscata
Roeselia infuscata är en fjärilsart som beskrevs av George Francis Hampson 1903. Roeselia infuscata ingår i släktet Roeselia och familjen trågspinnare. Inga underarter finns listade.